# Sweetwater (Miami-Dade County, Florida)
Sweetwater ist eine Stadt im Miami-Dade County im US-Bundesstaat Florida. Das U.S. Census Bureau hat bei der Volkszählung 2020 eine Einwohnerzahl von 19.363 ermittelt.

## Geographie
Sweetwater liegt etwa 5 km westlich von Miami.

## Demographische Daten
Laut der Volkszählung 2010 verteilten sich die damaligen 13.499 Einwohner auf 4.195 Haushalte. Die Bevölkerungsdichte lag bei 6.428,1 Einw./km². 92,4 % der Bevölkerung bezeichneten sich als Weiße, 1,8 % als Afroamerikaner, 0,2 % als Indianer und 1,5 % als Asian Americans. 3,0 % gaben die Angehörigkeit zu einer anderen Ethnie und 2,1 % zu mehreren Ethnien an. 95,5 % der Bevölkerung bestand aus Hispanics oder Latinos.
Im Jahr 2010 lebten in 38,9 % aller Haushalte Kinder unter 18 Jahren sowie 38,8 % aller Haushalte Personen mit mindestens 65 Jahren. 80,2 % der Haushalte waren Familienhaushalte (bestehend aus verheirateten Paaren mit oder ohne Nachkommen bzw. einem Elternteil mit Nachkomme). Die durchschnittliche Größe eines Haushalts lag bei 3,27 Personen und die durchschnittliche Familiengröße bei 3,43 Personen.
21,4 % der Bevölkerung waren jünger als 20 Jahre, 26,1 % waren 20 bis 39 Jahre alt, 30,6 % waren 40 bis 59 Jahre alt und 22,0 % waren mindestens 60 Jahre alt. Das mittlere Alter betrug 42 Jahre. 48,5 % der Bevölkerung waren männlich und 51,5 % weiblich.
Das durchschnittliche Jahreseinkommen lag bei 32.315 $, dabei lebten 24,9 % der Bevölkerung unter der Armutsgrenze.

## Verkehr
Sweetwater wird vom Tamiami Trail (U.S. 41, SR 90) sowie den Florida State Roads 821 (Homestead Extension of Florida’s Turnpike, mautpflichtig), 968 und 985 durchquert oder tangiert.

## Kriminalität
Die Kriminalitätsrate lag im Jahr 2010 mit 185 Punkten (US-Durchschnitt: 266 Punkte) im niedrigen Bereich. Es gab drei Vergewaltigungen, elf Raubüberfälle, 26 Körperverletzungen, 43 Einbrüche, 178 Diebstähle, 27 Autodiebstähle und vier Brandstiftungen.